# Nemessándorháza
Nemessándorháza is een plaats (község) en gemeente in het Hongaarse comitaat Zala. Nemessándorháza telt 318 inwoners (2001).